# 青葉町
青葉町為台灣日治時期臺南州臺南市地名。
此地名出現於昭和12年（1937年），為臺南市都市擴張發展後，地方政府預定設立的新町名之一，其他新設的町尚有伏見町、水道町、白川町、若竹町、乃木町、汐見町、昭和町等。
其所在區域位於市區南緣的大字桶盤淺，約今體育路、大同路之間的健康路以南區域，最著顯的地標為野球場（今臺南市立棒球場前身）。
然而由於日本戰敗，此一行政區劃始終未正式實施，僅作為一般稱呼。臺南作家葉石濤在其作品《異族的婚禮》中「三姑和她的情人」一文中，即有提及青葉町，並描述其為「新開闢的住宅地」、位於「府城歷代墓地邊緣」。

## 町內設施
- 野球場（現台南市立棒球場）